# Dorfkirche Radefeld

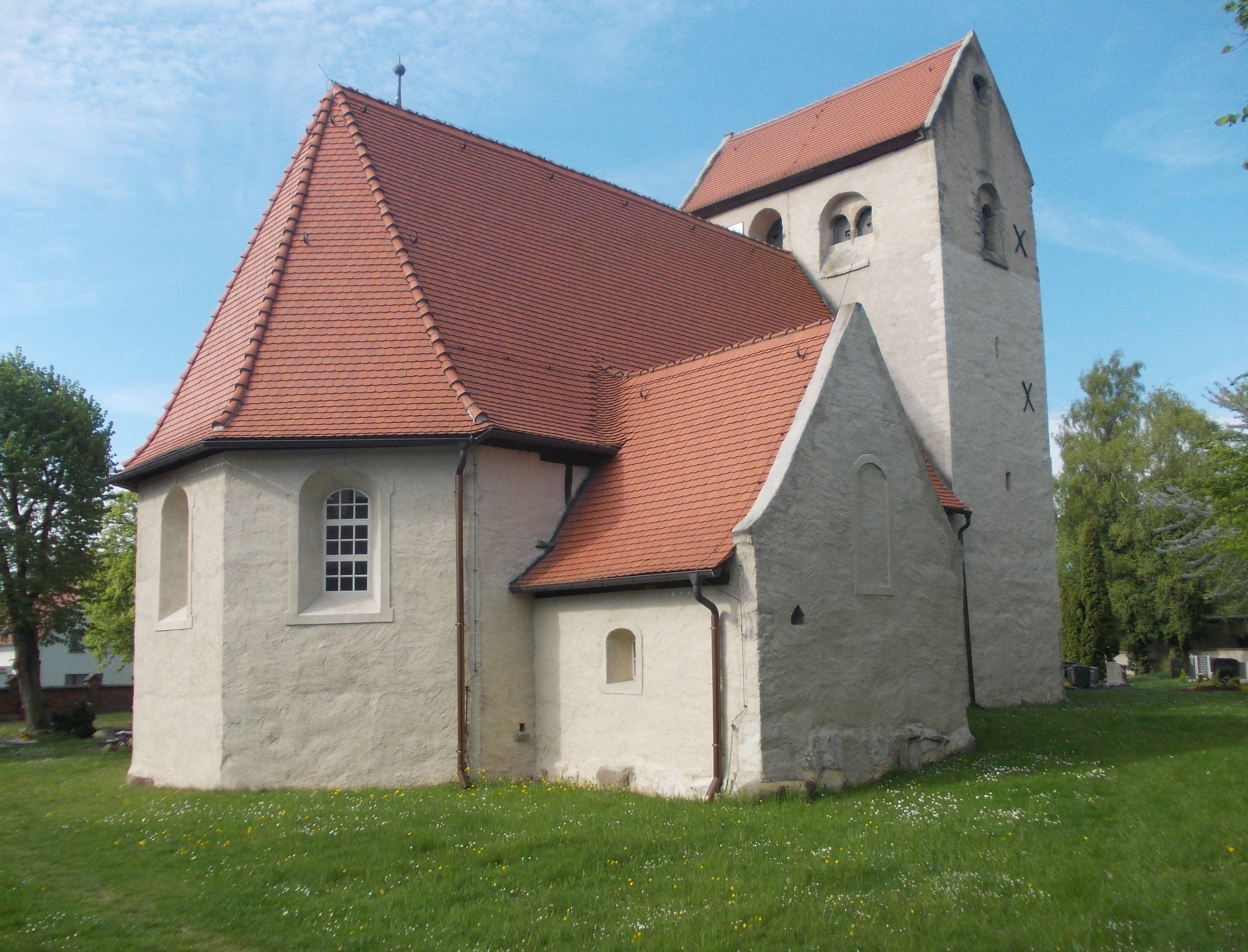
Dorfkirche Radefeld

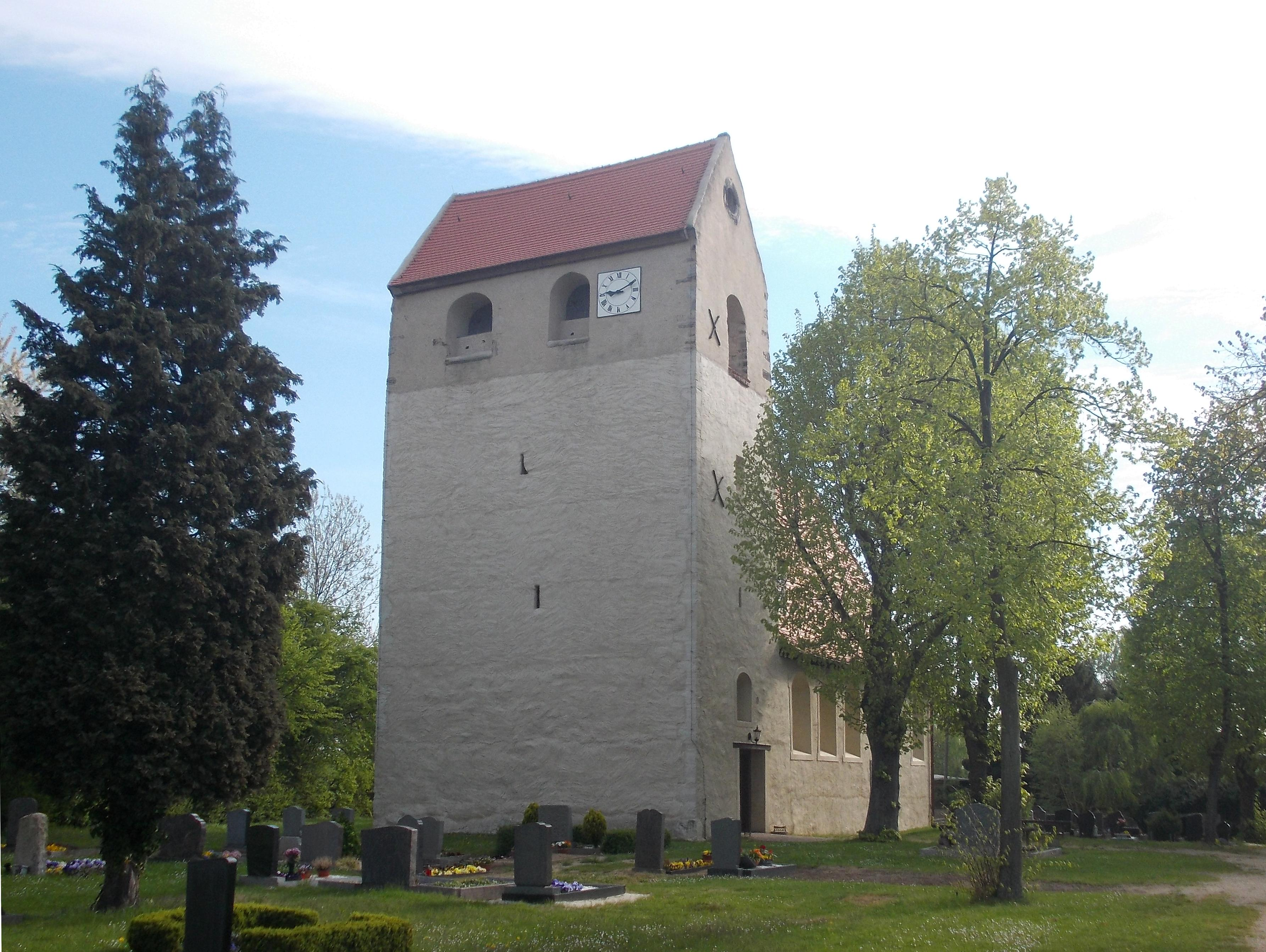
Westturm

Die evangelische Dorfkirche Radefeld (auch: St. Nikolai) ist eine romanische Saalkirche im Ortsteil Radefeld von Schkeuditz im Landkreis Nordsachsen in Sachsen. Sie gehört zum Pfarrbereich Zschortau im Kirchenkreis Torgau-Delitzsch der Evangelischen Kirche in Mitteldeutschland.

## Geschichte und Architektur
Die romanische Saalkirche mit Querwestturm (13./14. Jahrhundert) und späteren Anbauten (Chorschluss und Sakristei) aus der zweiten Hälfte des 15. Jahrhunderts wurde im 18. Jahrhundert einer Erneuerung unterworfen und in den Jahren 1958–1960 restauriert. Das Bauwerk aus Feldstein- und Bruchsteinmauerwerk ist mit einem dreiseitig schließendem Chor versehen und wird durch Korbbogenfenster erhellt. An der Nordseite ist die Sakristei angebaut. Der Turm ist mit Eckquaderung und rundbogigen Schallöffnungen versehen, deren Mittelsäulen mit Würfel- und Knospenkapitellen gestaltet sind.
Das Innere wird durch ein barockes hölzernes Tonnengewölbe abgeschlossen, der Chor mit Kreuzgratgewölben. Auch die Sakristei wird durch ein Kreuzgratgewölbe überspannt.

## Ausstattung
Das Hauptstück der Ausstattung ist ein pilastergegliederter Kanzelaltar aus dem ersten Viertel des 18. Jahrhunderts. Über dem verkröpften Hauptgesims ist ein Volutengiebel angeordnet.
Ein lebensgroßes spätgotisches Kruzifix stammt aus der Zeit um 1500.
Die romanische Sandsteintaufe steht auf einem später aufgemauerten Sockel und ist mit einer Taufschale aus Zinn von 1831 versehen.

## Orgel
Die Orgel in einem Prospekt mit Lambrequins ist ein Werk von Johann Christian Friedrich Flemming aus dem Jahr 1776 mit elf Registern auf einem Manual und Pedal. Sie wurde im Jahre 1939 durch Alfred Schmeisser aus Rochlitz überholt. Nach 1945 wurde ein elektrisches Schleudergebläse eingebaut. Die Disposition lautet:
| Manual CD–c3  |                    |
| Gedackt       | 8′                 |
| Traversflöte  | 8′                 |
| Quintatoen    | 8′                 |
| Principal     | 4′                 |
| Gedackt       | 4′                 |
| Octava        | 2′                 |
| Quinte        | 1 ⁄3′, ab c1 2 ⁄3′ |
| Sifflöt       | 1′                 |
| Mixtur III–IV |                    |

| Pedal CD–c1 |     |
| Subbaß      | 16′ |
| Quintatoen  | 08′ |